# جیمی بنکس (بازیکن فوتبال انگلیسی)
جیمی بنکس (انگلیسی: Jimmy Banks; ۲۸ آوریل ۱۸۹۳ – 1942) بازیکن فوتبال اهل بریتانیا بود.
از باشگاه‌هایی که در آن بازی کرده‌است می‌توان به باشگاه فوتبال اسپنیمور تاون، باشگاه فوتبال لوتون تاون، باشگاه فوتبال نوریچ سیتی، و باشگاه فوتبال تاتنهام هاتسپر اشاره کرد.